# Marguette Bouvier
Pour les articles homonymes, voir Bouvier.
Marguette Bouvier, née le 25 août 1908 à Béni Saf (Algérie française) et morte le 20 décembre 2008 à Madrid (Espagne), est une skieuse, patineuse et journaliste française, qui a réalisé la première descente à skis du Mont Blanc en 1929.

## Biographie

### Jeunesse
Dès sa naissance, en 1908, Marguette Bouvier vit la plus grande partie de l’année au pied des pentes du Brévent, à Chamonix. Comme beaucoup d’enfants de la région, Marguette apprend à skier très jeune. Elle est un témoin privilégié de l'ouverture au ski du domaine du Brévent : la piste passe sur la propriété de ses parents. Son père est très ami de Henri de Peufeilhoux qui préside à la création du funiculaire, alors le plus haut du monde, de l’Aiguille du Midi.

### Ski
Marguette Bouvier effectue la première descente à skis du Mont Blanc en février 1929, par −40 °C, avec le guide Armand Charlet. Auparavant, au 17e Championnat  international de ski, ceux de France n’existaient pas encore, en 1928, à Chamonix, elle se classe seconde, après la Polonaise Janina Lotescka.

### Patinage artistique
Elle participe également à des compétitions nationales de patinage artistique dans la catégorie des couples, avec son partenaire Charles Sabouret. Ils prennent les 3e places des championnats de France 1929 à Chamonix et 1930 au Mont Revard, derrière le couple star Andrée Joly / Pierre Brunet et le couple Elvira Barbey / Louis Barbey. 

### Autres sports
Marguette, infatigable, pratique aussi le ski joëring et le vol à voile. Plus tard[Quand ?], elle possède son propre avion.

### Amitiés
Elle a été journaliste et amie de nombreux artistes et écrivains comme Matisse ou Malraux.